# نمس نحيل
النمس النحيل (الاسم العلمي: Galerella)، جنس حيوانات ثديي من فصيلة السموريات. مواطنه الأصلية في إفريقيا.
هناك أربعة أو خمسة أنواع في هذا الجنس، مع أكثر من 30 نويع.
| الصورة | الاسم العلمي           | الاسم الشائع      | التوزيع                             |
| ------ | ---------------------- | ----------------- | ----------------------------------- |
|        | Galerella flavescens   | نمس نحيل أنغولي   | أنغولا وناميبيا.                    |
|        | Galerella ochracea     | نمس نحيل صومالي   | Somalia                             |
|        | Galerella pulverulenta | نمس الكاب الرمادي | جنوب إفريقيا، ليستوتو وجنوب ناميبيا |
|        | Galerella sanguinea    | نمس أسود الذيل    | جنوب الصحراء الكبرى                 |
|        | Galerella nigrata      | نمس أسود          | أنغولا وناميبيا                     |